# 巴尼亚蒂卡
巴尼亚蒂卡（義大利語：Bagnatica），是意大利贝加莫省的一个市镇。总面积6平方公里，人口4119人，人口密度686.5人/平方公里（2009年）。国家统计（ISTAT）代码为016018。